# Piega

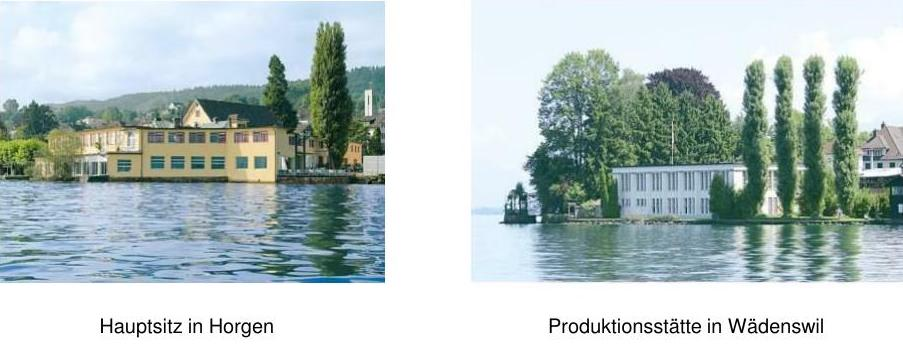
Manufaktur Horgen und Wädenswil

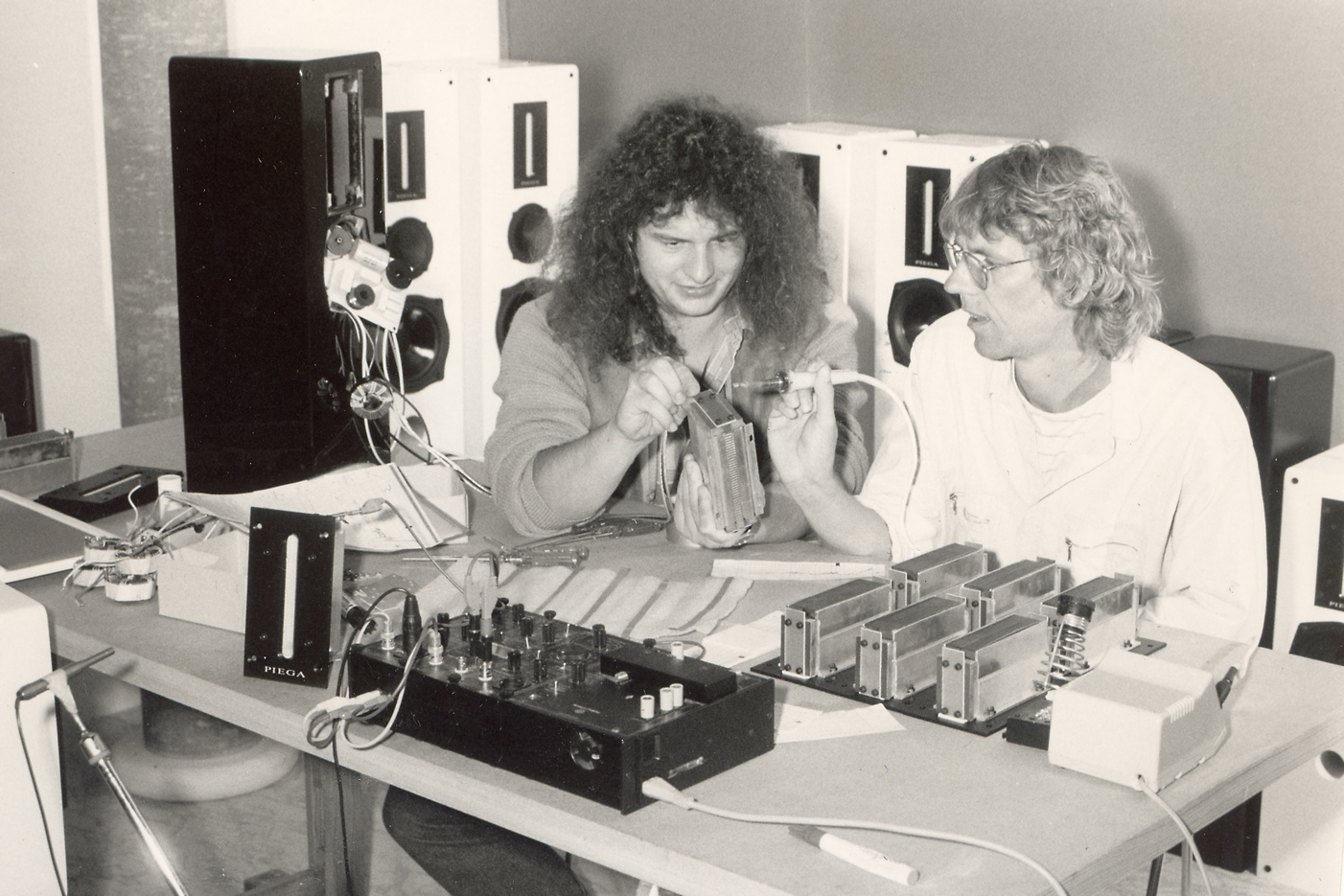
Leo Greiner und Kurt Scheuch, 1987

PIEGA SA (PIEGA Switzerland) ist ein 1986 von Leo Greiner, Kurt Scheuch und Christian Schmid gegründeter Schweizer Hersteller von High-End-Lautsprechern und Zubehör. Der Firmensitz befindet sich in Horgen, Kanton Zürich.

## Geschichte
Der Name Piega leitet sich vom italienischen piega (Falte) ab. Der Name bezieht sich auf die von Anfang an angewandte Bändchentechnologie bzw. das damalige Falten der hauchdünnen Aluminiumfolie, die seit der Firmengründung zentraler Bestandteil der Entwicklung ist.
Die ersten Lautsprecher mit italienischer Benennung, Arlecchino, Romeo etc., wurden in Handarbeit gefertigt und zu Beginn persönlich von Kurt Scheuch vertrieben.
1991 siedelte sich das Unternehmen in Horgen am Zürichsee an. Später kam die Manufaktur Wädenswil hinzu.
Der Bändchen-Hochtöner wurde in den letzten drei Jahrzehnten stetig weiterentwickelt. Die Membran besteht aus einer 26 × 42 mm großen und hauchdünnen Aluminiumfolie. So beträgt die bewegte Masse nur sieben Milligramm und ist damit rund 30-mal geringer als bei den leichtesten handelsüblichen Kalottenhochtönern. Angetrieben wird sie durch einen hochkomprimierten Neodym-Magneten sowie in die Frontplatte integrierte Magnetstäbe, die wie magnetische Linsen funktionieren. Sie bündeln die magnetischen Feldlinien, wodurch der Hochtöner einen Kennschalldruck von mehr als 100 dB erreicht.
Ab 1997 begann Piega, ihre Lautsprecher aus Aluminium herzustellen, woraus sie bis heute (Stand 2021) gefertigt werden.
Im Jahr 2009 vereinte das Unternehmen mit der Master One weltweit erstmals das koaxiale Bändchen-System in einem Dipol-System. 2013 folgte die Master Line Source, bei welcher das Gedankenmodell der sogenannten Linienquelle (Line Source/Line Array) zum Zuge kam. Dieses Modell lässt alle Frequenzen als eine einheitliche Zylinderschallwelle abstrahlen.
Seit 2019 produziert Piega auch kabellose Lautsprecher.
Seit 2018 führen Alexander Greiner, Manuel Greiner das Familienunternehmen in zweiter Generation.

## Produkte
- Stereolautsprecher
- Heimkinolautsprecher und -systeme
- Streaming-Lautsprecher und -systeme